# Coupe du monde de VTT 1999
Navigation
1998 2000
La Coupe du monde de VTT 1999 est la 9e édition de la Coupe du monde de VTT.

## Cross-country

### Hommes
| # | Date        | Lieu          | Vainqueur           | Deuxième          | Troisième        | Leader du général |
| - | ----------- | ------------- | ------------------- | ----------------- | ---------------- | ----------------- |
| 1 | 28 mars     | Napa Valley   | Miguel Martinez     | Cadel Evans       | Grégory Vollet   | Miguel Martinez   |
| 2 | 10 avril    | Sydney        | Grégory Vollet      | Cadel Evans       | Jérôme Chiotti   | Cadel Evans       |
| 3 | 24 avril    | El Escorial   | Cadel Evans         | Bas van Dooren    | Miguel Martinez  | Cadel Evans       |
| 4 | 8 mai       | Saint-Wendel  | Filip Meirhaeghe    | Bas van Dooren    | Miguel Martinez  | Cadel Evans       |
| 5 | 15 mai      | Plymouth      | Bas van Dooren      | Christoph Sauser  | Filip Meirhaeghe | Cadel Evans       |
| 6 | 26 juin     | Big Bear Lake | Christoph Sauser    | Cadel Evans       | Patrick Tolhoek  | Cadel Evans       |
| 7 | 3 juillet   | Canmore       | Thomas Frischknecht | Cadel Evans       | Miguel Martinez  | Cadel Evans       |
| 8 | 5 septembre | Houffalize    | Christophe Dupouey  | Michael Rasmussen | Cadel Evans      | Cadel Evans       |

| Pos | Coureur             | Pays      | Pts  |
| --- | ------------------- | --------- | ---- |
| 1   | Cadel Evans         | Australie | 1421 |
| 2   | Miguel Martinez     | France    | 1218 |
| 3   | Christoph Sauser    | Suisse    | 1104 |
| 4   | Bas van Dooren      | Pays-Bas  | 1027 |
| 5   | Filip Meirhaeghe    | Belgique  | 830  |
| 6   | Thomas Frischknecht | Suisse    | 672  |
| 7   | Jerome Chiotti      | France    | 655  |
| 8   | Grégory Vollet      | France    | 603  |
| 9   | Christophe Dupouey  | France    | 602  |
| 10  | Bart Brentjens      | Pays-Bas  | 527  |

### Femmes
| # | Date        | Lieu          | Vainqueur         | Deuxième            | Troisième          | Leader du général |
| - | ----------- | ------------- | ----------------- | ------------------- | ------------------ | ----------------- |
| 1 | 28 mars     | Napa Valley   | Alison Dunlap     | Gunn-Rita Dahle     | Alison Sydor       | Alison Dunlap     |
| 2 | 10 avril    | Sydney        | Alison Sydor      | Mary Grigson        | Gunn-Rita Dahle    | Alison Sydor      |
| 3 | 24 avril    | El Escorial   | Margarita Fullana | Alison Sydor        | Gunn-Rita Dahle    | Alison Sydor      |
| 4 | 8 mai       | Saint-Wendel  | Paola Pezzo       | Alison Sydor        | Gunn-Rita Dahle    | Alison Sydor      |
| 5 | 15 mai      | Plymouth      | Margarita Fullana | Gunn-Rita Dahle     | Alison Sydor       | Alison Sydor      |
| 6 | 26 juin     | Big Bear Lake | Alison Sydor      | Annabella Stropparo | Caroline Alexander | Alison Sydor      |
| 7 | 3 juillet   | Canmore       | Gunn-Rita Dahle   | Caroline Alexander  | Alison Sydor       | Alison Sydor      |
| 8 | 5 septembre | Houffalize    | Margarita Fullana | Gunn-Rita Dahle     | Barbara Blatter    | Alison Sydor      |

| Pos | Coureuse            | Pays        | Pts  |
| --- | ------------------- | ----------- | ---- |
| 1   | Alison Sydor        | Canada      | 1560 |
| 2   | Gunn-Rita Dahle     | Norvège     | 1510 |
| 3   | Annabella Stropparo | Italie      | 986  |
| 4   | Alison Dunlap       | États-Unis  | 863  |
| 5   | Caroline Alexander  | Royaume-Uni | 835  |
| 6   | Margarita Fullana   | Espagne     | 810  |
| 7   | Mary Grigson        | Australie   | 716  |
| 8   | Christina Redden    | Canada      | 699  |
| 9   | Alla Epifánova      | Russie      | 693  |
| 10  | Barbara Blatter     | Suisse      | 655  |

## Descente

### Hommes
| # | Date       | Lieu             | Vainqueur        | Deuxième         | Troisième           | Leader du général |
| - | ---------- | ---------------- | ---------------- | ---------------- | ------------------- | ----------------- |
| 1 | 22 mai     | Les Gets         | Steve Peat       | Cédric Gracia    | Nicolas Vouilloz    | Steve Peat        |
| 2 | 29 mai     | Maribor          | Nicolas Vouilloz | Steve Peat       | Gerwin Peters       | Steve Peat        |
| 3 | 5 juin     | Nevegal          | Nicolas Vouilloz | Mickaël Pascal   | Steve Peat          | Nicolas Vouilloz  |
| 4 | 26 juin    | Big Bear Lake    | Shaun Palmer     | Steve Peat       | Gerwin Peters       | Steve Peat        |
| 5 | 10 juillet | Squaw Valley     | Nicolas Vouilloz | Chris Kovarik    | David Vázquez López | Nicolas Vouilloz  |
| 6 | 31 juillet | Mont Sainte-Anne | Steve Peat       | Nicolas Vouilloz | Mickaël Pascal      | Nicolas Vouilloz  |
| 7 | 7 août     | Bromont          | Nicolas Vouilloz | Mickaël Pascal   | Eric Carter         | Nicolas Vouilloz  |
| 8 | 15 août    | Kaprun           | Gerwin Peters    | Johan Engström   | Marcus Klausmann    | Nicolas Vouilloz  |

| Pos | Coureur             | Pays            | Pts  |
| --- | ------------------- | --------------- | ---- |
| 1   | Nicolas Vouilloz    | France          | 1493 |
| 2   | Steve Peat          | Grande-Bretagne | 1276 |
| 3   | Gerwin Peters       | Pays-Bas        | 1100 |
| 4   | Mickael Pascal      | France          | 1005 |
| 5   | Cédric Gracia       | France          | 773  |
| 6   | Shaun Palmer        | États-Unis      | 638  |
| 7   | David Vázquez López | Espagne         | 625  |
| 8   | Johan Engström      | Suède           | 608  |
| 9   | Eric Carter         | États-Unis      | 519  |
| 10  | Myles Rockwell      | États-Unis      | 514  |

### Femmes
| # | Date       | Lieu             | Vainqueur              | Deuxième               | Troisième       | Leader du général      |
| - | ---------- | ---------------- | ---------------------- | ---------------------- | --------------- | ---------------------- |
| 1 | 22 mai     | Les Gets         | Anne-Caroline Chausson | Missy Giove            | Marla Streb     | Anne-Caroline Chausson |
| 2 | 29 mai     | Maribor          | Anne-Caroline Chausson | Leigh Donovan          | Katja Repo      | Anne-Caroline Chausson |
| 3 | 5 juin     | Nevegal          | Anne-Caroline Chausson | Missy Giove            | Marielle Saner  | Anne-Caroline Chausson |
| 4 | 26 juin    | Big Bear Lake    | Missy Giove            | Anne-Caroline Chausson | Marla Streb     | Anne-Caroline Chausson |
| 5 | 10 juillet | Squaw Valley     | Anne-Caroline Chausson | Mercedes González      | Katja Repo      | Anne-Caroline Chausson |
| 6 | 31 juillet | Mont Sainte-Anne | Anne-Caroline Chausson | Missy Giove            | Leigh Donovan   | Anne-Caroline Chausson |
| 7 | 7 août     | Bromont          | Anne-Caroline Chausson | Katja Repo             | Marla Streb     | Anne-Caroline Chausson |
| 8 | 15 août    | Kaprun           | Anne-Caroline Chausson | Sari Jörgensen         | Sabrina Jonnier | Anne-Caroline Chausson |

| Pos | Coureuse               | Pays       | Pts  |
| --- | ---------------------- | ---------- | ---- |
| 1   | Anne-Caroline Chausson | France     | 1950 |
| 2   | Missy Giove            | États-Unis | 1250 |
| 3   | Katja Repo             | Finlande   | 1085 |
| 4   | Leigh Donovan          | États-Unis | 882  |
| 5   | Mercedes González      | Espagne    | 871  |
| 6   | Marla Streb            | États-Unis | 849  |
| 7   | Elke Brutsaert         | États-Unis | 693  |
| 8   | Sari Jörgensen         | Suisse     | 684  |
| 9   | Marielle Saner         | Suisse     | 609  |
| 10  | Lisa Sher              | États-Unis | 578  |

## Dual slalom

### Hommes
| # | Date       | Lieu             | Vainqueur   | Deuxième      | Troisième     | Leader du général |
| - | ---------- | ---------------- | ----------- | ------------- | ------------- | ----------------- |
| 1 | 22 mai     | Les Gets         | Brian Lopes | Filip Polc    | Cédric Gracia | Brian Lopes       |
| 2 | 29 mai     | Maribor          | Karim Amour | Mike King     | Cédric Gracia | Cédric Gracia     |
| 3 | 5 juin     | Nevegal          | Brian Lopes | Dave Cullinan | Cédric Gracia | Brian Lopes       |
| 4 | 26 juin    | Big Bear Lake    | Brian Lopes | Mike King     | Eric Carter   | Brian Lopes       |
| 5 | 10 juillet | Squaw Valley     | Brian Lopes | Eric Carter   | Karim Amour   | Brian Lopes       |
| 6 | 31 juillet | Mont Sainte-Anne | Eric Carter | Dave Cullinan | Michal Maroši | Brian Lopes       |
| 7 | 7 août     | Bromont          | Wade Bootes | Eric Carter   | Cédric Gracia | Brian Lopes       |
| 8 | 14 août    | Kaprun           | Eric Carter | Mike King     | Cédric Gracia | Eric Carter       |

| Pos | Coureur          | Pays        | Pts |
| --- | ---------------- | ----------- | --- |
| 1   | Eric Carter      | États-Unis  | 250 |
| 2   | Brian Lopes      | États-Unis  | 220 |
| 3   | Cédric Gracia    | France      | 190 |
| 4   | Mike King        | États-Unis  | 140 |
| 5   | Karim Amour      | France      | 115 |
| 6   | Michal Marosi    | Tchéquie    | 100 |
| 7   | Filip Polc       | Slovaquie   | 70  |
| 8   | Wade Bootes      | Australie   | 65  |
| 9   | Scott Beaumont   | Royaume-Uni | 60  |
| 10  | Richard Houseman | États-Unis  | 45  |

### Femmes
| # | Date       | Lieu             | Vainqueur      | Deuxième       | Troisième      | Leader du général |
| - | ---------- | ---------------- | -------------- | -------------- | -------------- | ----------------- |
| 1 | 22 mai     | Les Gets         | Katrina Miller | Emma Guy       | Leigh Donovan  | Katrina Miller    |
| 2 | 29 mai     | Maribor          | Katrina Miller | Tara Llanes    | Leigh Donovan  | Katrina Miller    |
| 3 | 5 juin     | Nevegal          | Katrina Miller | Tara Llanes    | Sari Jörgensen | Katrina Miller    |
| 4 | 26 juin    | Big Bear Lake    | Katrina Miller | Leigh Donovan  | Tai-Lee Muxlow | Katrina Miller    |
| 5 | 10 juillet | Squaw Valley     | Tara Llanes    | Leigh Donovan  | Sari Jörgensen | Katrina Miller    |
| 6 | 31 juillet | Mont Sainte-Anne | Katrina Miller | Malin Lindgren | Sari Jörgensen | Katrina Miller    |
| 7 | 7 août     | Bromont          | Katrina Miller | Leigh Donovan  | Cheri Elliott  | Katrina Miller    |
| 8 | 14 août    | Kaprun           | Katrina Miller | Leigh Donovan  | Helen Mortimer | Katrina Miller    |

| Pos | Coureuse         | Pays        | Pts |
| --- | ---------------- | ----------- | --- |
| 1   | Katrina Miller   | Australie   | 350 |
| 2   | Leigh Donovan    | États-Unis  | 230 |
| 3   | Tara Llanes      | États-Unis  | 160 |
| 4   | Sari Jörgensen   | Suisse      | 140 |
| 5   | Malin Lindgren   | Suède       | 110 |
| 6   | Helen Mortimer   | Royaume-Uni | 70  |
| 7   | Cheri Elliott    | États-Unis  | 60  |
| 8   | Tai-Lee Muxlow   | Australie   | 60  |
| 9   | Emma Guy         | Royaume-Uni | 60  |
| 10  | Helena Kurandova | Tchéquie    | 30  |